# RRRrrrr!!!
RRRrrrr!!! är en fransk komedifilm från 2004. Filmen utspelsar sig 35 000 år f. Kr. och handlar om de två klanerna Rena Håren och Smutsiga Håren, som har kämpat om kontrollen över schampo i 800 år. Smutsiga Håren har en plan för att stjäla schampot, och skickar därför över en spion till fienden för att infiltrera. När två av medlemmarna i fiendeklanen dödas gör dess chef den första polisutredningen i världshistorien.

## Skådespelare
- Marina Foïs som Guy
- Gérard Depardieu som Le chef des Cheveux Sales
- Damien Jouillerot som Piégeur 1
- Samir Guesmi som Piégeur 2
- Cyril Casmèze som Le Cheveu Sale muet
- Jean Rochefort som Lucie
- Pierre-François Martin-Laval som Pierre (le Touffe)
- Jean-Paul Rouve som Pierre (le Blond)

## Datum för filmsläpp i olika länder
| Land                  | Titel                          | Datum             |
| --------------------- | ------------------------------ | ----------------- |
| Belgien               | RRRrrrr!!!                     | 28 januari 2004   |
| Frankrike             | RRRrrrr!!!                     | 28 januari 2004   |
| Turkiet               | RRRrrrr!!!                     | 4 juni 2004       |
| Slovenien             |                                | 10 June 2004      |
| Nederländerna         | RRRrrrr!!!                     | 1 juli 2004       |
| Grekland              | Grrrrr!!! Proistorika eglimata | 23 juli 2004      |
| Polen                 | RRRrrrr!!!                     | 23 juli 2004      |
| Förenade arabemiraten |                                | 1 september 2004  |
| Tjeckien              | RRRrrrr!!!                     | 23 september 2004 |
| Portugal              |                                | 30 september 2004 |
| Thailand              | อาร์ร์ร์! ไข่ซ่าส์! โลกา...ก๊าก!!     | 2 december 2004   |
| Brasilien             |                                | 16 december 2005  |
| Spanien               | ¡¡¡Caverrrrnícola!!!           | 18 augusti 2006   |